# Amos Krejčí

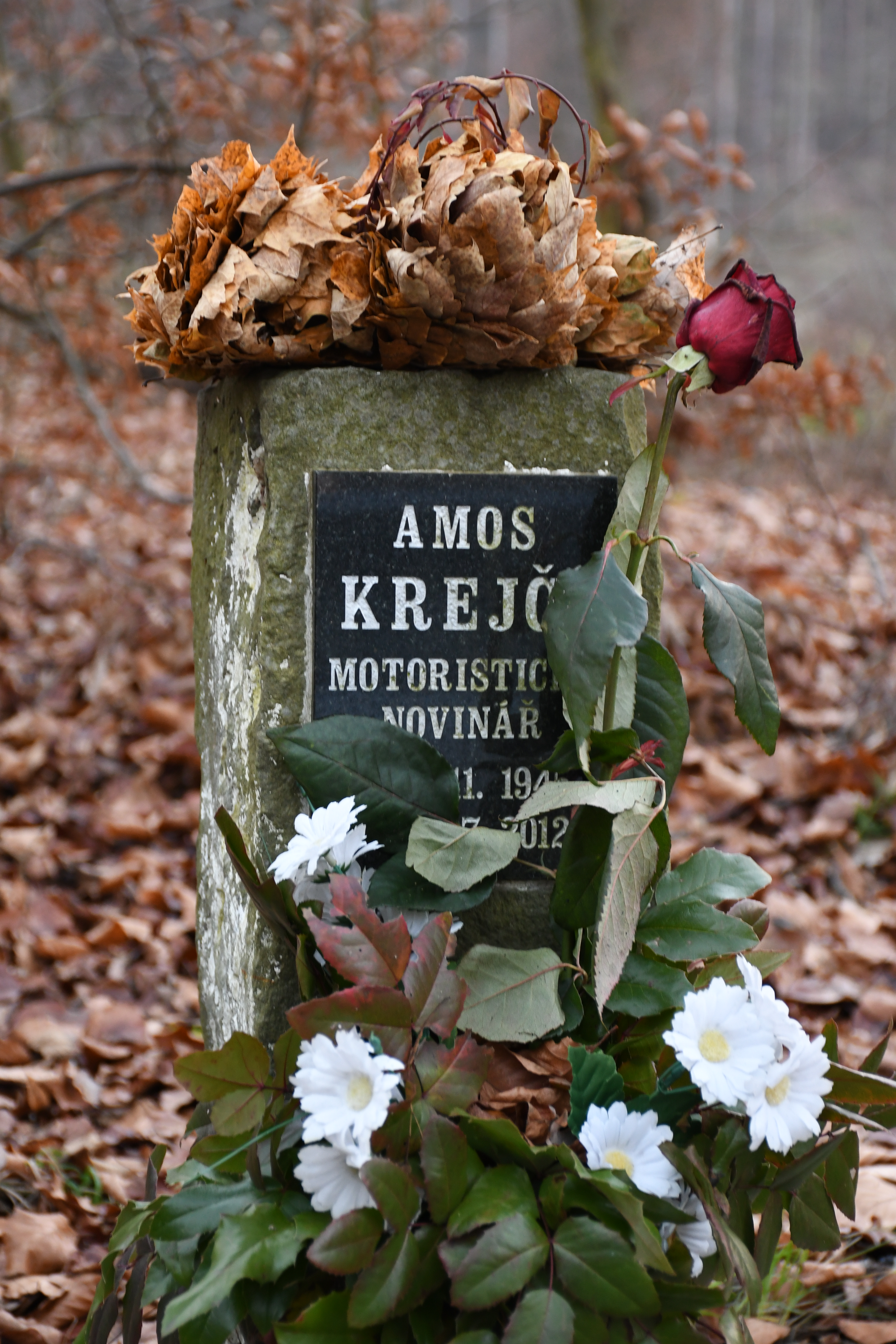
Pomník Amose Krejčího v Brně-Žebětíně při Žebětínské ulici.

Amos Krejčí (26. listopadu 1945 – 6. července 2012, Brno) byl český sportovní motoristický novinář.
Zaměstnaný byl jako kulisák v brněnském Mahenově divadle (kde si dokonce zahrál menší roli sluhy ve Zkrocení zlé ženy) či jako pomocný dělník ve slévárně. Od 90. let 20. stoleti se stal šéfem tiskového střediska Masarykova okruhu. V závěru života byl zaměstnán v agentuře Forsage, která se věnuje organizaci sportovních akcí. Byl dlouholetým spolupracovníkem brněnského deníku Rovnost, kam přispíval pod značkou (am)., pod značkou (moss) publikoval v 80. a 90. letech 20. století články v deníku Lidová demokracie.
Byl detailním znalcem historie Masarykova okruhu a závodů na něm, o nichž napsal nespočet článků. Poutavě o nich také vyprávěl na besedách. Jeho současníci ale litovali, že nenapsal nějakou větší publikaci a že tak mnoho vzpomínek nestačil předat ostatním a zanechat pro budoucnost.
Osobně se přátelil s legendami Jackiem Stewartem nebo Jackem Oliverem.